# Mine bondissante 63 et 64
Les mines bondissantes 63 et 64 en abréviation militaire mi bondi 63 et mi bondi 64 sont des mines terrestres antipersonnel fonctionnant par pression, en service dans l'armée suisse depuis leur introductions en 1963 et 1964 jusqu'à leur retrait dans les années 1990, après la ratification par la Suisse du Traité d'Ottawa visant à l'élimination des mines antipersonnel. Après la décision de retrait en 1990, les dernières sont détruites en 1997. Leur conception était inspirée de la Mine-S allemande de la Seconde Guerre mondiale.

## Description

### Mine bondissante 63 (mi bondi 63)
Il s'agit d'une mine antipersonnel métallique envoyant des éclats mortels sur des buts non blindés dans un rayon de 15 m, et dangereux dans un rayon de 500 m. Elle fonctionne, à l'aide de la fusée à traction et à pression ZDZ 63, lorsque sont exercées une pression axiale (5 kg nécessaires) ou une traction latérale (5 kg), ainsi qu'une charge transversale sur le fil de traction (1 kg). Enveloppe en tôle d'acier vert olive. Elle doit être enterrée. Poids total: 4,2 kg, dont 0,55 kg de l'explosif trotyl.

### Mine bondissante 64 (mi bondi 64)
Il s'agit d'une autre version de la même mine, d'un modèle peu métallique envoyant des éclats mortels sur des buts non blindés dans un rayon de 10 m, et dangereux dans un rayon de 500 m. Elle fonctionne, à l'aide de la fusée à traction et à bascule ZDZ 64, lorsque sont exercées une traction axiale (5 kg nécessaires) ou une traction latérale (5 kg), ainsi qu'une charge transversale sur le fil de traction (1 kg). Enveloppe en béton avec fragments d'acier incorporés gris-vert. Elle doit être enterrée. Poids total: 4,4 kg, dont 0,44 kg de l'explosif trotyl.